# Maseo-myeon
Maseo-myeon (koreanska: 마서면) är en socken i kommunen Seocheon-gun i provinsen Södra Chungcheong i Sydkorea, 170 km söder om huvudstaden Seoul.